# Jardines botánicos Manyo Futagami
Los Jardines botánicos Manyo Futagami (en japonés 二上山万葉植物園 Futagamiyama Man'yō Shokubutsuen), es un jardín botánico Manyo de 10,000 m² de extensión en Takaoka en la prefectura de Toyama.

## Localización
Se ubica en las laderas del "Monte Futagami".
Futagamiyama Man'yō Shokubutsuen, Takaoka-shi, Toyama-ken 933-0981 Honshu, Japón. 
Planos y vistas satelitales.36°47′10″N 137°0′56″E / 36.78611, 137.01556
Está abierto al público diariamente. Hay que pagar una tarifa de entrada.

## Historia
Se dice que en la antología poética Man'yōshū hay más de 4.500 canciones, y poemas sobre la vegetación que mencionan hasta 150 especies diferentes. También se dijo que cerca de 170 especies tienen también referencias en más de 1500 poemas (Un estudio).
Las plantas que aparecen en poemas con una mayor frecuencia son ノハギ Hagi (Lespedeza thunbergii) con 141 veces, los 桜 Sakura (Prunus) cerezos con 118 veces, la クワ (Morus (planta)) morera y el 梅 :うめ Nubatama-ume (Prunus mume) albaricoque chino, ambos con unas 81 veces, sin embargo el  片栗 Katakuri (Erythronium japonicum) y el トウシキミ shikimico (Illicium verum) con tan sólo unos poemas
Principalmente destinado a ser sometido a la admiración de la vegetación en general la siembra en estos Jardines Botánicos Man'yō la realizan los gobiernos locales, siendo los santuarios y templos los responsables de su mantenimiento.
El Jardín botánico Manyo de Nara abrió sus puertas en 1932 

## Colecciones
Es un Jardín botánico Manyo dedicado a las hierbas medicinales que se mencionan en la antología poética Man'yōshū.
Un Jardín botánico Manyo es una forma japonesa de jardín botánico. Es algo similar a lo que ocurre en los denominados jardín de Shakespeare en el mundo anglosajón.